# Diapason (satellite)
Pour les articles homonymes, voir Diapason (homonymie).
Diapason ou D-1A est le troisième satellite français mis en orbite. Il est le premier de la série D-1 qui comprend également les deux satellites Diadème I et II.

## Contexte
Diapason est le premier satellite de la série D-1 développée par le CNES qui comprend également les deux satellites Diadème. Cette famille de satellite est la première dont tous les éléments du satellite et du lanceur sont développés entièrement en France. L'objectif de la série est de valider le fonctionnement du lanceur Diamant, les composants utilisés pour réaliser le satellite, les réseaux terrestres de localisation (réseau Diane) et de télémesure et de télécommande (réseau Iris). Il a une mission scientifique de géodésie, par mesure d'effet Doppler sur les émissions radioélectriques à fréquence très stables.

## Caractéristiques techniques
Le satellite, d'une masse de 18,5 kg, emporte sur une orbite terrestre basse une charge utile scientifique composée de deux émetteurs radio, ce sont les émissions à fréquence stable de ces radios qui vont donner le nom au satellite. Des stations au sol mesurent l'effet Doppler de ces émissions et en déduisent la position des satellites. Le satellite embarque une expérience technologique consistant à mesurer l'effet du rayonnement sur les cellules photovoltaïques qui alimentent le satellite en énergie.

## Déroulement de la mission
Diapason est lancé le 17 février 1966 par le lanceur Diamant-A # 2 depuis le Centre interarmées d'essais d'engins spéciaux d'Hammaguir en Algérie. Le satellite fonctionne de manière satisfaisante durant 5 ans. Un deuxième satellite Diapason est construit en cas d'échec du lancement, mais celui-ci n'est jamais utilisé.